# Tsukushi (Schiff)
Die Tsukushi (jap. 筑紫) war ein Kanonenboot der im Aufbau befindlichen Kaiserlich Japanischen Marine. Ihre Bezeichnung ist ein älterer Name für die Insel Kyūshū. Die Japaner kauften das für Chile als Arturo Prat im Bau befindliche Schiff, nachdem der Auftraggeber vom Kauf zurücktrat. Das Boot war im Japanisch-Chinesischen Krieg und im Russisch-Japanischen Krieg im Einsatz, wurde 1906 außer Dienst gestellt und 1910 abgebrochen.
Die Tsukushi hatte zwei Schwesterschiffe, die chinesischen Kreuzer Chaoyong und Yangwei, die von der Qing-Dynastie für die moderne Beiyang-Flotte bestellt worden waren und 1881 ausgeliefert wurden. Beide gingen in der Seeschlacht am Yalu am 17. September 1894 gegen die japanische Flotte verloren.

## Baugeschichte
Die Tsukushi war ein zweimastiges Kanonenboot mit Metallrumpf, das der britische Konstrukteur Sir Edward James Reed für Armstrong in Elswick nahe Newcastle upon Tyne entworfen hatte. Das Schiff war als Arturo Prat für die chilenische Marine am 2. Oktober 1879 mit der Baunummer 399 auf der mit Armstrong zusammenarbeitenden Mitchell Werft in Low Walker am Tyne begonnen worden und am 11. August 1880 vom Stapel gelaufen. Aus wirtschaftlichen Gründen musste Chile den Bauvertrag stornieren und Japan erwarb dann das unfertige Schiff. In Chile wird der Rücktritt auf den Wunsch, ein stärkeres Schiff zu erhalten, zurückgeführt.
Die Tsukushi erhielt zwei Zweifach-Expansions-Dampfmaschinen, die je eine Schraube antrieben und für die vier Kessel den Dampf produzierten. Sie war das erste Schiff der japanischen Marine mit elektrischer Beleuchtung und mit hydraulisch gesteuerten Waffen.
Die Hauptbewaffnung bestand aus zwei 10-Zoll-254-mm-Kanonen, die einzeln am Bug und Heck aufgestellt waren. Dazu wurden noch vier 120-mm-Kanonen an den Seiten eingebaut.

## Einsatzgeschichte
Die Tsukushi erreichte Japan nach ihrer Überführungsfahrt von England am 18. Juni 1883.
Im Japanisch-Chinesischen Krieg sicherte sie als Reserveeinheit die Transportwege über See nach Korea, Dairen und Weihaiwei. Bei der Belagerung von Weihaiwei wurde sie auch in vorderster Linie eingesetzt und erhielt chinesische Artillerietreffer. Auch nach dem Krieg wurde sie hauptsächlich für die Sicherung der Seewege eingesetzt.
Während des Boxeraufstandes im Jahr 1900 war sie in Amoy und Shanghai stationiert und sollte japanische Zivilisten, die Interessen Japans in den Vertragshäfen und die japanischen Niederlassungen schützen.
Im Russisch-Japanischen Krieg diente die Tsukushi als Wachschiff in der Koreastraße zwischen Korea und Kyūshū und als Sicherungsschiff bei der Überführung japanischer Truppen nach Korea. Sie nahm auch an der Seeschlacht bei Tsushima teil. Nach der Schlacht wurde sie dem Marine-Distrikt Kure unterstellt und diente als Wachschiff im Hafen von Kōbe. Sie wurde noch kurz als Torpedoschulschiff genutzt.
Am 25. Mai 1906 wurde das Kanonenboot Tsukushi außer Dienst gestellt. 1910 erfolgte der Abbruch des alten Schiffes.

## Schicksal der chinesischen Schwesterschiffe
Die als Kreuzer bezeichneten Chaoyong und Yangwei der chinesischen Beiyang Fleet waren nach der Tsukushi ex Arturo Prat 1880 bestellt worden (BauNr. 406,407) und wurden 1881 ausgeliefert. Sie unterschieden sich nur bei den leichten Waffen vom japanischen Schiff.
Die Chaoyong wurde kurz nach Eröffnung der Seeschlacht am Yalu am 17. September 1894 vom chinesischen Spitzenschiff Jiyuan bei einem Wendemanöver gerammt und dann bewegungsunfähig von der japanischen „Fliegenden Division“ unter Konteradmiral Tsuboi Kōzō mit den Kreuzern Yoshino, Takachiho, Akitsushima und Naniwa zusammengeschossen und sank.
Die Yangwei versuchte, sich aus der Schlacht zurückzuziehen. Sie lief dabei auf Grund und ging verloren.